# Summersville (Virginia Occidental)
Summersville es un pueblo ubicado en el condado de Nicholas en el estado estadounidense de Virginia Occidental. En el Censo de 2010 tenía una población de 3572 habitantes y una densidad poblacional de 324,05 personas por km².

## Geografía
Summersville se encuentra ubicado en las coordenadas 38°17′1″N 80°50′31″O / 38.28361, -80.84194. Según la Oficina del Censo de los Estados Unidos, Summersville tiene una superficie total de 11.02 km², de la cual 10.92 km² corresponden a tierra firme y (0.94%) 0.1 km² es agua.

## Demografía
Según el censo de 2010, había 3572 personas residiendo en Summersville. La densidad de población era de 324,05 hab./km². De los 3572 habitantes, Summersville estaba compuesto por el 97.42% blancos, el 0.36% eran afroamericanos, el 0.31% eran amerindios, el 0.87% eran asiáticos, el 0% eran isleños del Pacífico, el 0.31% eran de otras razas y el 0.73% pertenecían a dos o más razas. Del total de la población el 1.43% eran hispanos o latinos de cualquier raza.